# Aneja
Aneja je žensko osebno ime.

## Izvor imena
Ime Aneja je različica moškega osebnega imena Anej.

## Pogostost imena
Po podatkih Statističnega urada Republike Slovenije je bilo na dan 31. decembra 2007 v Sloveniji število ženskih oseb z imenom Aneja: 266.

## Osebni praznik
V koledarju bi ime Aneja lahko uvrstili k imenu Ana.